# 자위대원
자위대원(自衛隊員)은 일본 방위성의 직원 중에서 「자위대법」 제2조제1항에 따라 자위대의 대원으로 근무하는 사람을 말한다.
방위성 직원은 일부 예외를 제외하고는 「국가공무원법」 제2조제3항제16호에 따라 특별직 국가공무원에 속한다. 이 중에서 자위대원은 자위관뿐 아니라 방위사무차관 등 관료나 일반 사무관·기관 등 양복조를 포함하며 또한 자위관 후보생, 즉응예비자위관, 예비자위관, 예비자위관보, 방위 대학교 학생, 방위 의과대학교 학생, 육상자위대 고등공과학교 학생과 비상근 직원까지도 함유하는 개념이다.
다만 정무직에 속하는 방위대신·방위부대신·방위대신정무관·방위대신보좌관·방위대신정책참여·방위대신비서관, 방위성 소속 심의회 위원, 방위성 지방협력국 노동관리과 직원은 「자위대법」 제2조제5항 및 「자위대법 시행령」 제1조에 따라 자위대원으로 간주하지 않는다.
자위대는 일본 최대 규모의 특별직 공무원이며 전체 방위예산 중 45%를 인건비와 식비가 차지하고 있다.
자위대원은 「자위대법」 제64조에 따라 단결권·단체교섭권·단체행동권이 인정되지 않으며 직장협의회를 만들거나 직장협의회에 가입할 수도 없다.

## 같이 보기
- 일본 방위성
- 자위대
- 자위관
- 군무원